# Ineke Van Schoor
Pour les articles homonymes, voir Van Schoor.
Ineke Van Schoor, née le 6 novembre 1995 à Hal, est une gymnaste acrobatique belge.

## Carrière
Elle remporte une médaille de bronze en trio féminin aux Championnats du monde de gymnastique acrobatique 2014 et trois médailles d'or (concours par équipes, statique et dynamique) aux Jeux européens de 2015.